# Seyches
Seyches é uma comuna francesa na região administrativa da Nova Aquitânia, no departamento Lot-et-Garonne. Estende-se por uma área de 24,9 km². Em 2010 a comuna tinha 1 063 habitantes (densidade: 42,7 hab./km²).